# تبدیل هارتلی
تبدیل هارتلی در ریاضیات یک تبدیل انتگرالی است که با تبدیل فوریه شباهت بسیاری دارد. این تبدیل اولین بار در سال ۱۹۴۲ میلادی توسط رالف هارتلی به عنوان یک تبدیل جایگزین برای فوریه مطرح گردید. تبدیل هارتلی نسبت به فوریه ۲ برتری دارد، اول اینکه این تبدیل توابع حقیقی را به توابع حقیقی تبدیل می‌کند و نیازی به وجود اعداد مختلط ندارد و مورد دوم اینکه این تبدیل خودش معکوس خودش است.
نسخهٔ گسسته این تبدیل با نام تبدیل هارتلی گسسته در سال ۱۹۸۳ میلادی توسط رونالد بریسول معرفی شد.

## تعریف
تبدیل هارتلی تابع {\displaystyle f(t)} به صورت زیر تعریف می‌شود:
{\displaystyle H(\omega )=\left\{{\mathcal {H}}f\right\}(\omega )={\frac {1}{\sqrt {2\pi }}}\int _{-\infty }^{\infty }f(t)\,{\mbox{cas}}(\omega t)\mathrm {d} t}
که در آن {\displaystyle \omega } معمولاً فرکانس زاویه‌ای است و 
{\displaystyle {\mbox{cas}}(t)=\cos(t)+\sin(t)={\sqrt {2}}\sin(t+\pi /4)={\sqrt {2}}\cos(t-\pi /4)\,}

### تبدیل معکوس
تبدیل هارتلی معکوس خودش است:
{\displaystyle f=\{{\mathcal {H}}\{{\mathcal {H}}f\}\}}